# 黃智
黃智（15世紀—15世紀），字惟哲，福建建寧府浦城縣人，明朝政治人物。

## 生平
黃智是景泰元年（1450年）庚午科福建鄉試舉人，授化州知州，其時雷州、廉州流寇侵擾當地，他到任後設法防禦，不久流寇突然入境，部下勸他避走其他州府，他說：「封疆之吏，與城共存亡，怎可躲避？」親自領兵守衛石龍岡，斷去流寇歸路，對方恐懼從小路逃走，他先行設伏，親自出戰殲滅渠魁，其餘賊人逐一投降，然而他亦中流箭重傷身亡。朝廷得知此事後，追贈他為奉直大夫，下詔建立忠義坊，給與其子黃榮冠帶恢復家業。他研究性理學，兼通兵法，著有《致知宗旨》八卷、《野居詩集》十二卷、《三教辨異》三卷、《孫子會通》二卷。

## 引用
1. 1 2  光緒《續修浦城縣志·卷二十四·忠節上》：黃智，字惟哲，景泰庚午舉人，官化州知州，雷廉寇擾為州患，智下車練兵築堡捍禦有方，寇突犯境勢張甚，左右促避他郡，智曰：「封疆之吏，與城為存亡，何所避？」親率兵守石龍岡，斷賊歸路，賊懼將由間道逸，智先設伏，親冒矢石亟邀戰伏發，殲其渠魁，餘黨悉降，智為賊流矢所中創重卒，事聞贈奉直大夫，詔立忠義坊，予其子榮冠帶復其家。智研究性命之學，兼通兵法，所著有《致知宗旨》八卷、《野居詩集》十二卷、《三教辨異》三卷、《孫子會通》二卷。
2. ↑  光緒《高州府志·卷二十五·宦績傳》：黃智，字惟哲，浦城人，景泰庚午舉人，任化州知州，鄰寇犯界智與戰，親冒矢石殲其渠魁，後臨陣中矢死。 舊志職官作楊智，誤，福建志、阮通志